# Neoplasta deyrupi
Neoplasta deyrupi är en tvåvingeart som beskrevs av James David Macdonald och Turner 1993. Neoplasta deyrupi ingår i släktet Neoplasta och familjen dansflugor.
Artens utbredningsområde är Indiana. Inga underarter finns listade i Catalogue of Life.